# Mike Berger
Mike Berger (Kanada, Alberta, Edmonton, 1967. június 2. –) profi jégkorongozó.

## Karrier
A karrierje az 1982–1983-as WHL szezonban a Lethbridge Broncos kezdődött. Ebben csapatban négy idényt játszott egymás után és az ötödik idényban átigazolt a Spokane Chiefs. Közben az NHL-es Minnesota North Stars kiválasztotta őt az 1985-ös NHL-drafton a negyedik kör 69. helyén. 1986–1987-ben az Indianapolis Checkersbe ment, mely az IHL-ben szerepelt, de idény közben visszakerült a WHL-es Spokane Chiefshez. Ekkor 65 mérkőzésen 75 pontot szerzett. 1987–1988-ban a  Kalamazoo Wingshez került, mely IHL-es csapat. Még ebben a szezonban a North Stars felhívta 29 mérkőzésre az NHL-be. Gyenge játéka miatt visszakerült az IHL-be két szezon erejéig (Kalamazoo Wings, Phoenix Roadrunners). 1989–1990-ben szezon közben felkerült az AHL-be és még egy mérkőzést játszhatott a North Starsban. Ezután soha többet nem játszott az NHL-ben. 1990–1991-ben egy idény alatt megjárta az ECHL-t (Knoxville Cherokees) és az IHL-t (Kansas City Blades). Két idényt játszott a Colonial Hockey League-ben, amit ma International Hockey League-nek neveznek. 1992 és 2000 között a CHL-ben játszott. Az első hét idényt a Tulsa Oilersben, míg az utolsó profi szezonját az Indianapolis Ice-ban játszotta.

## Díjai
- WHL Nyugat Második All-Star Csapat: 1986, 1987
- CHL Második All-Star Csapat: 1993